# 1960年夏季残疾人奥林匹克运动会英国代表团
1960年夏季残疾人奥林匹克运动会英国代表团是英国派出的1960年夏季残疾人奥林匹克运动会代表团。获得20枚金牌、15枚银牌和20枚铜牌。